# Agnes Syme Macdonald
Agnes Syme Macdonald (* 8. September 1882 in Edinburgh; † 21. Oktober 1966 ebenda) war eine schottisch-britische Suffragette, Frauenrechtlerin und Sozialarbeiterin, die als Sekretärin des Edinburgher Zweigs der Women’s Social and Political Union (WSPU) tätig war, bevor sie 1918 die Edinburgh Women Citizens Association (WCA) gründete. Sie war die erste und am längsten amtierende Sekretärin der WCA. Sie setzte sich für verschiedene soziale Themen ein und engagierte sich in der Quäker-Hilfsaktion für europäische Flüchtlinge, in der Barns School für straffällige Jungen aus der Stadt und im Edinburgh Old People's Welfare Council.

## Leben
Macdonald wurde als einzige Tochter und fünftes von sechs Kindern von Euphemia Henderson aus Kinross und Alexander Macdonald aus Kiltarlity, Inverness, geboren. Alexander Macdonald war ein Wein- und Spirituosenhändler in Edinburgh, und Euphemia Macdonald übernahm das Geschäft im Jahr 1893.
Macdonald trat der Women’s Social and Political Union (WSPU) bei. Sie schrieb über diese Entscheidung: „Möglicherweise, weil ich eine sogenannte Lady of Leisure war […] Zu dieser Zeit gab es zu viele Frauen, die ohne Ausbildung herumliefen.“ Sie gehörte zu den schottischen Frauen, die im März 1912 nach London reisten, um an den Protesten teilzunehmen, nachdem die Regierung angekündigt hatte, dass der Conciliation Bill, die ein gewisses Maß an Frauenwahlrecht eingeführt hätte, keine weitere Zeit gewidmet würde. Macdonald zerbrach mit einem Hammer ein Fenster eines Polizeibüros und wurde am 5. März 1912 wegen böswilliger Beschädigung angeklagt und zu zwei Monaten harter Arbeit verurteilt. Nach ihrer Freilassung sprach sie auf einer Versammlung in Edinburgh über ihre Erfahrungen im Gefängnis. Elizabeth Finlayson Gauld leitete die „überfüllte Versammlung“ und appellierte bewegend an die Anwesenden, andere inhaftierte Wahlrechtskämpferinnen zu unterstützen.
Im Jahr 1913 diente Macdonald als Sekretärin des Edinburgher Zweigs der WSPU. Sie entfremdete sich jedoch von den militanten Wahlrechtskampagnen und half 1918 bei der Gründung der Edinburgh Women Citizens' Association (WCA). Solche Frauenbürgervereinigungen wurden nach der Verabschiedung des Representation of the People Act 1918 in ganz Großbritannien gegründet, um Frauen politisch zu organisieren und ihre Vertretung zu fördern. Die Edinburgher Vereinigung wurde am 9. Mai 1918 in den Edinburgh City Chambers eingeweiht. Laut Protokollen einer WCA-Sitzung von 1918–1919 war der Saal mit Frauen gefüllt, die großes Interesse und große Begeisterung für die neue Bewegung zeigten. Macdonald war die erste und am längsten amtierende Sekretärin der WCA. Zu den bekannteren Mitgliedern gehörte zum Beispiel Agnes Henderson Brown.
Unter Macdonalds Führung setzte sich die WCA nicht nur weiter für das Frauenwahlrecht ein, sondern auch für gleichen Lohn, für die Beförderung von Lehrerinnen, gegen Eheverbote im Beruf, für Vorschulkindergärten und Spielmöglichkeiten, für die Unterstützung von Menschen mit psychischen Erkrankungen und Behinderungen, für die öffentliche Gesundheit, für sozialen Wohnungsbau, gegen sexuellen Missbrauch von Kindern und für einen nationalen Mutterschaftsdienst.
Macdonald trat im Juli 1939 als Sekretärin der Edinburgher WCA zurück. Sie setzte ihre Karriere als Aktivistin in der Quäker-Hilfsarbeit für europäische Flüchtlinge, der Barns School für straffällige Stadtkinder und dem Edinburgh Old People's Welfare Council fort.
Macdonald kümmerte sich um ihren jüngeren, behinderten Bruder Roddy, mit dem sie sich ein Haus teilte. Sie blieb unverheiratet und hatte keine Kinder. Macdonald im Alter von 84 Jahren, nachdem sie zuletzt im St Raphael's Home, einem Pflegeheim in Edinburgh, gelebt hatte.